# Stefan Lövgren
Stefan Lövgren, né le 21 décembre 1970 à Partille, est un ancien handballeur suédois, évoluant au poste d'arrière gauche et de demi-centre.
En 2014, Dagens Nyheter, un quotidien suédois, le place 49e dans un classement reprenant les 150 plus grands sportifs suédois de tous les temps, il est le deuxième de sa discipline, derrière Magnus Wislander.

## Biographie

### Parcours en équipe nationale
Il est l'un des joueurs majeurs de l'équipe de Suède qui est l'une des toutes meilleures nations au monde durant les années 1990. Avec la sélection nationale suédoise, il devient champion du monde en 1999 et obtient quatre titres européens en 1994, 1998, 2000 et 2002. Toutefois, l'or olympique échappe à cette génération dorée et Lövgren ne remporte que deux médailles d'argent en 1996 à Atlanta contre la Croatie et en 2000 à Sydney face à la Russie.

### Parcours en club
En club, après une carrière en Suède notamment au Redbergslids IK, il rejoint en 1998 la Bundesliga et le TV Niederwürzbach pour une saison puis le THW Kiel. Au cours des 10 saisons dont 8 comme capitaine dans le club allemand, il obtient sept titres de champion d'Allemagne, quatre coupes d'Allemagne et deux Coupe de l'EHF au niveau européen. Mais, de même qu'en sélection, le titre suprême au niveau des clubs, la Ligue des champions, semble se refuser à lui : il échoue ainsi en finale en 2000 et doit attendre ses 37 ans pour remporter ce titre européen. En 2007, Kiel s'impose enfin aux dépens de SG Flensburg-Handewitt, mais Lövgren ne dispute toutefois pas la finale en raison d'une déchirure aux adducteurs lors de la finale de la Coupe d'Allemagne une semaine avant la finale européenne. Les deux saisons suivantes, le club s'incline à nouveau en finale face au club espagnol du BM Ciudad Real.

## Palmarès

### Club
Compétitions internationales
- Vainqueur de la Ligue des Champions (1) : 2007
  - Finaliste en 2000, 2008 et 2009
- Vainqueur de la Coupe de l'EHF (2) : 2002 et 2004
- Vainqueur de la Supercoupe d'Europe (1) : 2007

Compétitions nationales
- Vainqueur du Championnat de Suède (5) : 1993, 1995, 1996, 1997 et 1998
- Vainqueur du Championnat d'Allemagne (7) : 2000, 2002, 2005, 2006, 2007, 2008 et 2009
- Vainqueur de la Coupe d'Allemagne (4) : 2000, 2007, 2008 et 2009
- Vainqueur de la Supercoupe d'Allemagne (3) : 2005, 2007 et 2009

### Équipe nationale
Jeux olympiques
- médaille d'argent aux Jeux olympiques de 1996 à Atlanta,  États-Unis
- médaille d'argent aux Jeux olympiques de 2000 à Sydney,  Australie

Championnats du monde
- médaille d'or au Championnat du monde 1999
- médaille d'argent au Championnat du monde 1997
- médaille d'argent au Championnat du monde 2001
- médaille de bronze au Championnat du monde 1995

Championnats d'Europe
- médaille d'or au Championnat d'Europe 1994
- médaille d'or au Championnat d'Europe 1998
- médaille d'or au Championnat d'Europe 2000
- médaille d'or au Championnat d'Europe 2002
- 4e place au Championnat d'Europe 1996

autres
- 268 sélections et 1138 buts[2] en Équipe de Suède entre décembre 1993 et 2006

### Distinctions personnelles
- Élu meilleur joueur du Championnat du monde 1999
- Élu meilleur joueur et meilleur arrière gauche du Championnat du monde 2001
- Élu meilleur handballeur suédois de l'année en 1996, 2001, 2004
- Nommé dans l'élection du meilleur handballeur mondial de l'année en 1998 (2e), 1999 (3e), 2000 (4e), 2001 (3e) et 2003
- Meilleur buteur et élu meilleur arrière gauche des Jeux olympiques de 2000
- Élu meilleur arrière gauche du Championnat d'Europe 2002
- Élu meilleur arrière gauche du Champion d'Allemagne en 2000, 2001, 2002 et 2003
- Capitaine du THW Kiel entre 2001 et 2009
- Deuxième meilleur buteur de l'histoire de l'équipe nationale de Suède (précédé par les 1185 buts de Magnus Wislander)[2]